# 뷔렌로스역
뷔렌로스역(독일어: Würenlos)은 스위스 아르가우주의 뷔렌로스 시정촌에 있는 기차역이다. 역은 푸르탈선에 있다. 이 역은 취리히 S-반의 S6를 통해 서비스를 제공한다.